# منتخب مصر لكرة اليد للسيدات
منتخب مصر لكرة اليد للسيدات هو الممثل الرسمي لمصر في رياضة كرة اليد. شارك في بطولة أفريقيا لكرة اليد للسيدات 8 مرات وكانت المشاركة الأولى في سنة 1974، كان أفضل مركز له فيها هو الثالث.